# Золотое (Томская область)
Золотое — исчезнувшая деревня в Молчановском районе Томской области России. На момент упразднения входила в состав Колбинского сельского поселения. Упразднена в 2000 г.

## География
Располагалась на левом берегу реки Малый Татош, в 6 км (по прямой) к югу от села Гришино.

## История
Деревня была основана в 1900 г. В 1926 году посёлок Золотой состоял из 37 хозяйств, основное население — русские. В административном отношении являлся центром Золотовского сельсовета Молчановского района Томского округа Сибирского края.
В 1935 году организован колхоз "Новая Жизнь"; с 1951 года центральная усадьба укрупненного колхоза имени Карла Маркса.
Решением Государственной Думы Томской области от 05.09.2000 № 596 деревня исключена из учётных данных.

## Население
| 1926 | 1939 | 1952 | 1959 | 1970 | 1979 | 1989 |
| ---- | ---- | ---- | ---- | ---- | ---- | ---- |
| 182  | ↘155 | ↘106 | ↘64  | ↘42  | ↘13  | ↘6   |

Согласно переписи 1926 года основным населением посёлка были русские.